# ذبيبينة غسيانية
ذبيبينة غسيانية (الاسم العلمي:Moluccella otostegioides) هي نوع من النباتات يتبع جنس الذبيبينة من الفصيلة الشفوية. سمي هذا النوع من نسبة لنبات الغسة.